# Nagging (bài hát)
"Nagging" (Hangul: 잔소리; RR: Jansori) là bài hát được thu âm bởi ca sĩ Hàn Quốc IU và Lim Seulong. Viết bởi Kim Eana và sáng tác bởi Lee Min-soo, bài hát pop ballad được sử dụng là một trong những bài hát nhạc nền cho chương trình tạp kỹ mùa hai,We Got Married, cùng với "We Fell in Love" của Jo Kwon và Ga-in.
Bài hát được phát hành vào ngày 3 tháng 6 năm 2010 và được phát hành lại dưới tên "Ko Go To" (コ・ゴ・ト) vào ngày 14 tháng 12 năm 2011 như là một phần của mini album tiếng Nhật đầu tiên của IU I□U (2011).

## Phát hành và đón nhận
"Nagging" là một bài hátpop ballad. Bài hát thành công về mặt thương mại tại Hàn Quốc. Single ra mắt tại vị trí thứ mười hai trên Gaon Digital Chart và nhảy lên vị trí thứ nhất vào một tuần sau đó, và giữ vững vị trí đó trong ba tuần.

## Danh sách đĩa nhạc
| Digital download | Digital download            | Digital download | Digital download | Digital download |
| STT              | Nhan đề                     | Phổ lời          | Phổ nhạc         | Thời lượng       |
| ---------------- | --------------------------- | ---------------- | ---------------- | ---------------- |
| 1.               | "Nagging" (잔소리; Jansori) | Kim Eana         | Lee Min-soo      | 3:33             |
| 2.               | "Rain Drop"                 | Go Hyun-ki       | Go Hyun-ki       | 3:47             |
| Tổng thời lượng: | Tổng thời lượng:            | Tổng thời lượng: | Tổng thời lượng: | 7:20             |

## Giải thưởng và đề cử

### Giải thưởng âm nhạc
| Năm  | Lễ trao giải                 | Hạng mục                    | Được nhận | Kết quả   |
| ---- | ---------------------------- | --------------------------- | --------- | --------- |
| 2010 | Cyworld Digital Music Awards | Song of the Month – Tháng 6 | "Nagging" | Đoạt giải |
| 2010 | 25th Golden Disc Awards      | Digital Music Bonsang       | "Nagging" | Đoạt giải |
| 2010 | 2010 Mnet Asian Music Awards | Best Collaboration          | "Nagging" | Đề cử     |

### Chương trình âm nhạc
| Bài hát   | Chương trình      | Ngày                | Notes                             |
| --------- | ----------------- | ------------------- | --------------------------------- |
| "Nagging" | Music Bank (KBS2) | 25 tháng 6 năm 2010 | người chiến thắng vị trí thứ nhất |
| "Nagging" | Music Bank (KBS2) | 2 tháng 7 năm 2010  | người chiến thắng vị trí thứ nhất |
| "Nagging" | Inkigayo (SBS)    | 27 tháng 6 năm 2010 | người chiến thắng Mutizen Song    |